# Elijan Taktičar
Elijan Taktičar (lat. Aelianus Tacticus) (kraj 1. i početak 2. stoljeća) bio je grčko-rimski vojni pisac, poznat kao autor knjige O taktičkim porecima Grka (Περί Στρατηγικών Τάξεων Ελληνικών) u kojoj je detaljno opisao pješaške taktiku helenističkih država u razdoblju nakon smrti Aleksandra Velikog kao i tada korištene metode drila. 
Knjiga je nastala na poticaj rimskog cara Nerona koji je s Elijanom osobno razgovarao u Frontinovoj vili u Formiji, a najvjerojatnije je dovršena oko 106. te posvećena tadašnjem caru Trajanu. Osim o drevnoj helenističkoj taktici, manji dio knjige je posvećen i rimskoj vojsci Elijanovog doba, dok je dio posvećen mornaričkoj taktici izgubljen.
Elijanova knjiga je zbog bogatstva detalja, kao i kritičkog stava prema ratnoj vještini svojih prethodnika, bila često kopirana, a u nekim slučajevima i primjenjivana u praksi. To je pogotovo bio slučaj u Zapadnoj Europi 16. i 17. stoljeća kada su tadašnji vojskovođe na svoje kopljaničkih jedinica pješaštva, slične falangi, nastojali primijeniti Elijanove formule.